# Pleurotus ostreatoroseus
Peurotus ostreatoroseus é um cogumelo com corpos de frutificação de coloração rósea. Espécie comestível, muito utilizada para decoração de pratos.